# Botswana i olympiska spelen
Botswana har deltagit i 11 olympiska sommarspel, vartenda sedan 1980. Landet har inte ställt upp i olympiska vinterspelen.
Botswana vann sin första medalj vid OS i London 2012 genom Nijel Amos silvermedalj på herrarnas 800 meter.
Vid olympiska sommarspelen 2024 vann Letsile Tebogo Botswanas första OS-guld då han vann 200 meter. 

## Medaljer
| Guld | Silver | Brons | Totalt antal medaljer |
| ---- | ------ | ----- | --------------------- |
| 1    | 1      | 1     | 3                     |

### Medaljer efter sommarspel
| Spel                | Idrottare        | Guld | Silver | Brons | Totalt | Placering |
| Moskva 1980         | 7                | 0    | 0      | 0     | 0      | –         |
| Los Angeles 1984    | 7                | 0    | 0      | 0     | 0      | –         |
| Seoul 1988          | 8                | 0    | 0      | 0     | 0      | –         |
| Barcelona 1992      | 6                | 0    | 0      | 0     | 0      | –         |
| Atlanta 1996        | 7                | 0    | 0      | 0     | 0      | –         |
| Sydney 2000         | 7                | 0    | 0      | 0     | 0      | –         |
| Aten 2004           | 10               | 0    | 0      | 0     | 0      | –         |
| Peking 2008         | 12               | 0    | 0      | 0     | 0      | –         |
| London 2012         | 4                | 0    | 1      | 0     | 1      | 69        |
| Rio de Janeiro 2016 | 12               | 0    | 0      | 0     | 0      | –         |
| Tokyo 2020          | 13               | 0    | 0      | 1     | 1      | 86        |
| Paris 2024          | Framtida tävling |      |        |       |        |           |
| Los Angeles 2028    | Framtida tävling |      |        |       |        |           |
| Brisbane 2032       | Framtida tävling |      |        |       |        |           |
| Totalt              | Totalt           | 0    | 1      | 1     | 2      | 127       |

### Medaljer efter sporter
| Sport            | Guld | Silver | Brons | Totalt |
| Friidrott        | 1    | 1      | 1     | 3      |
| Totalt (1 sport) | 1    | 1      | 1     | 2      |

## Lista över medaljörer
| Medalj | Namn                                                   | Spel        | Sport     | Gren                            | Datum          |
| ------ | ------------------------------------------------------ | ----------- | --------- | ------------------------------- | -------------- |
| Guld   | Letsile Tebogo                                         | Paris 2024  | Friidrott | Herrarnas 200 meter             | 8 augusti 2024 |
| Silver | Nijel Amos                                             | London 2012 | Friidrott | Herrarnas 800 meter             | 9 augusti 2012 |
| Brons  | Isaac Makwala Bayapo Ndori Zibane Ngozi Baboloki Thebe | Tokyo 2020  | Friidrott | Herrarnas 4 × 400 meter stafett | 7 augusti 2021 |